# Euryopis hebraea
Euryopis hebraea là một loài nhện trong họ Theridiidae.
Loài này thuộc chi Euryopis. Euryopis hebraea được miêu tả năm 1981 bởi Levy & Amitai.